# شیگئو سوگیموتو
شیگئو سوگیموتو (به انگلیسی: Shigeo Sugimoto) بازیکن فوتبال اهل ژاپن و عضو تیم ملی فوتبال ژاپن است که در تاریخ ۰۷ مارس ۱۹۵۱ میلادی اولین بازی ملی‌اش را انجام داد. او در ۳ بازی ملی حضور داشت و آخرین بازی ملی خود را در تاریخ ۷ مارس ۱۹۵۴ میلادی انجام داد. شیگئو سوگیموتو در بازی‌های ملی‌اش
گلی به ثمر نرساند.